# Gillet Herstal

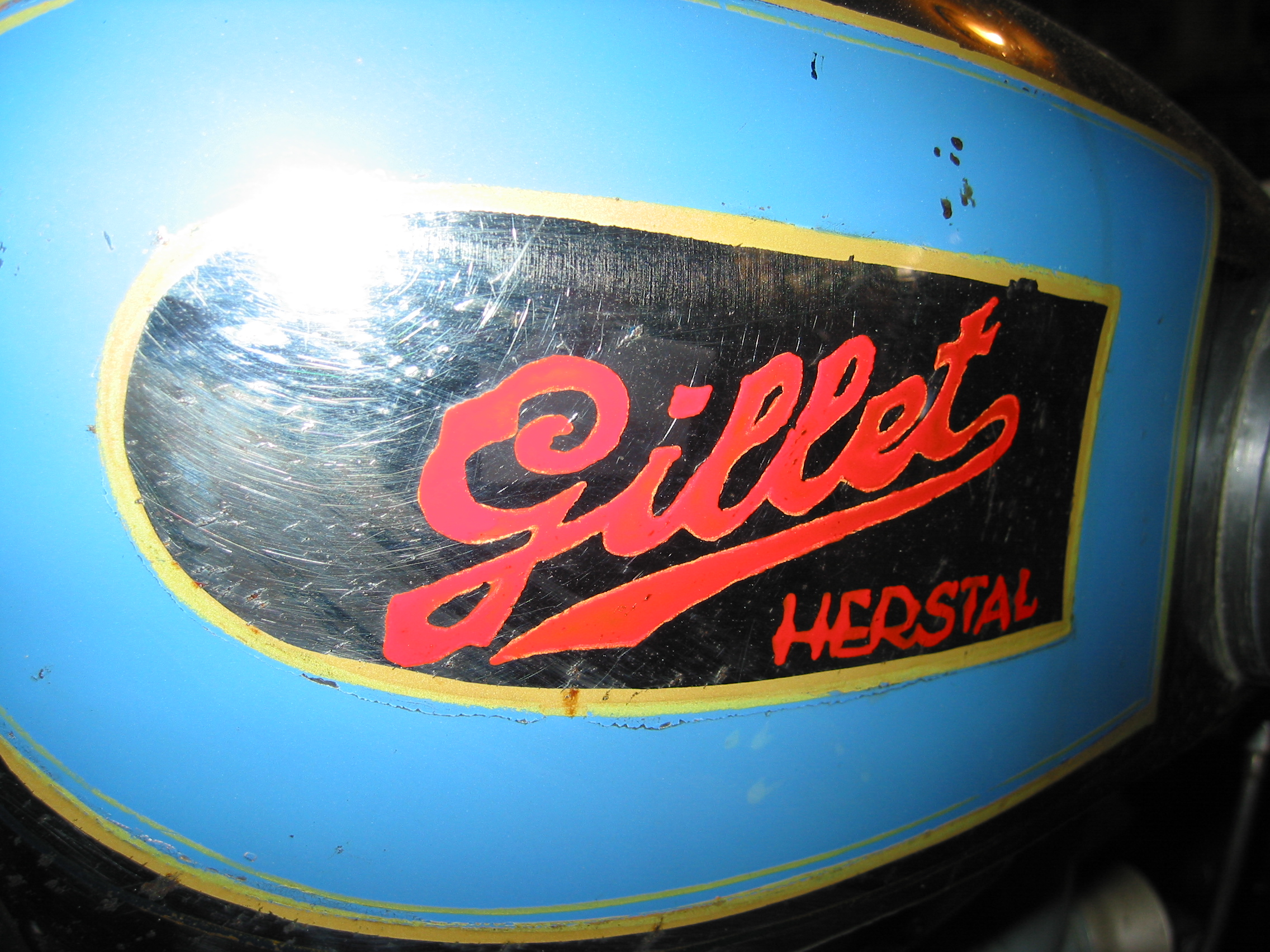
Logo Gillet sur le réservoir d'une moto de la marque.

Gillet Herstal est un ancien constructeur belge de motos et d'automobiles basé à Herstal.

## Histoire
La marque Gillet Herstal est né en 1919, avec la production de motos, et a disparu en 1959.
Des motos Gillet Herstal remportent le championnat de France 1924 et le Meeting des Routes Pavées en 1925.

## Automobile
De 1928 à 1929, Gillet Herstal a produit une voiture à trois roues équipée d'un moteur de moto. Le 22 septembre 1929 à Malle, l'un de ces véhicules a battu le record de vitesse terrestre dans la catégorie Cyclecar 500, avec une vitesse de 117,647 km/h.

## Galerie

Différents modèles de motos Gillet Herstal
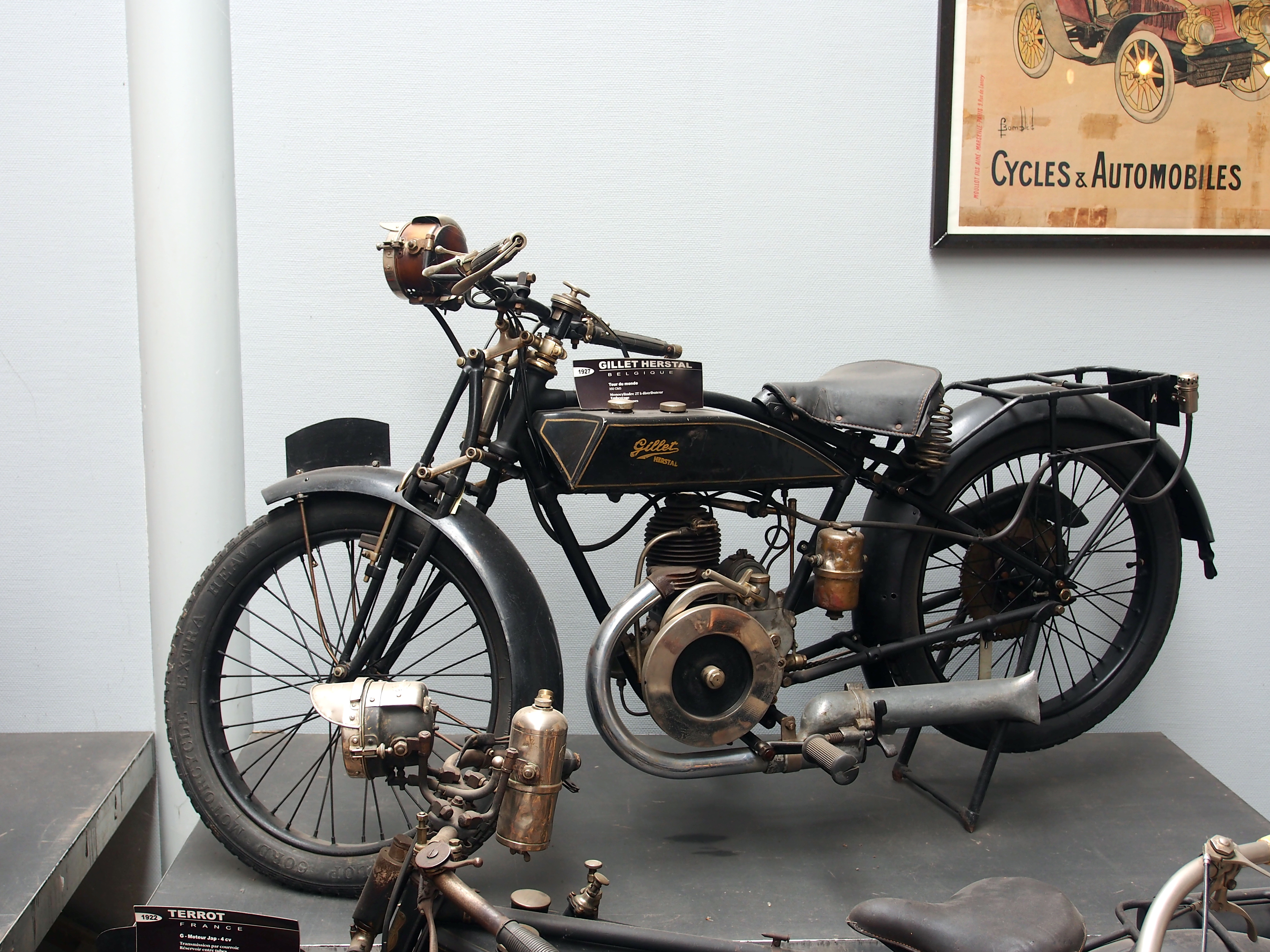
Gillet Herstal, “Tour du monde”, 350 cm3 au Musée de la Moto et du Vélo à Amneville.
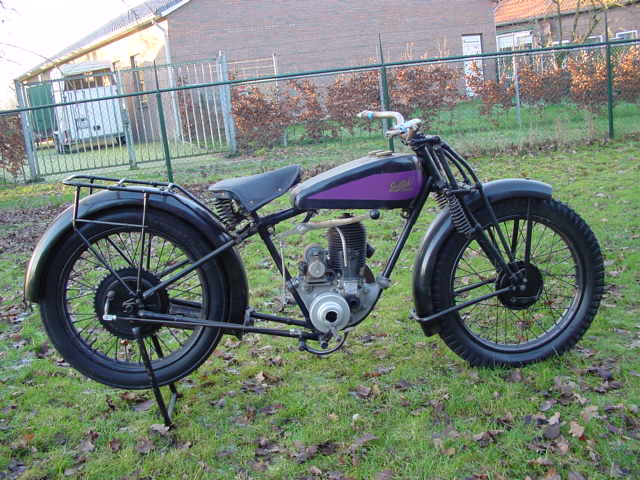
Une Gillet "Tour du monde" de 1928.
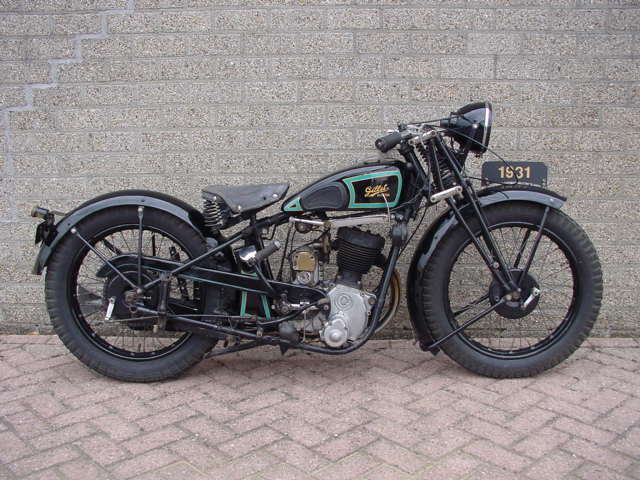
Gillet 500 cm3 Confort Luxe de 1931.
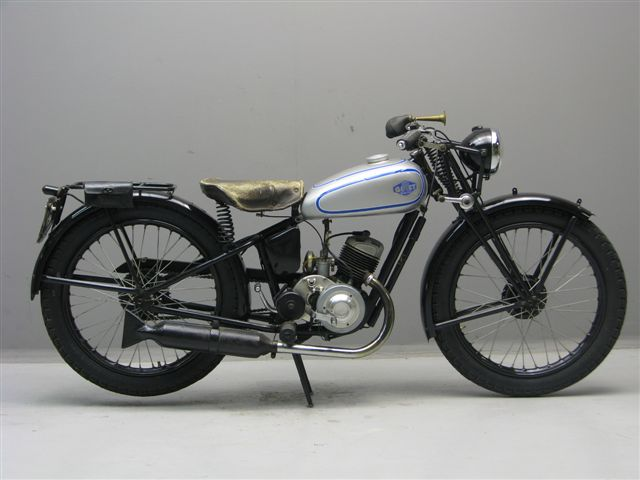
Gillet Herstal 150 cm3 deux temps de 1947.
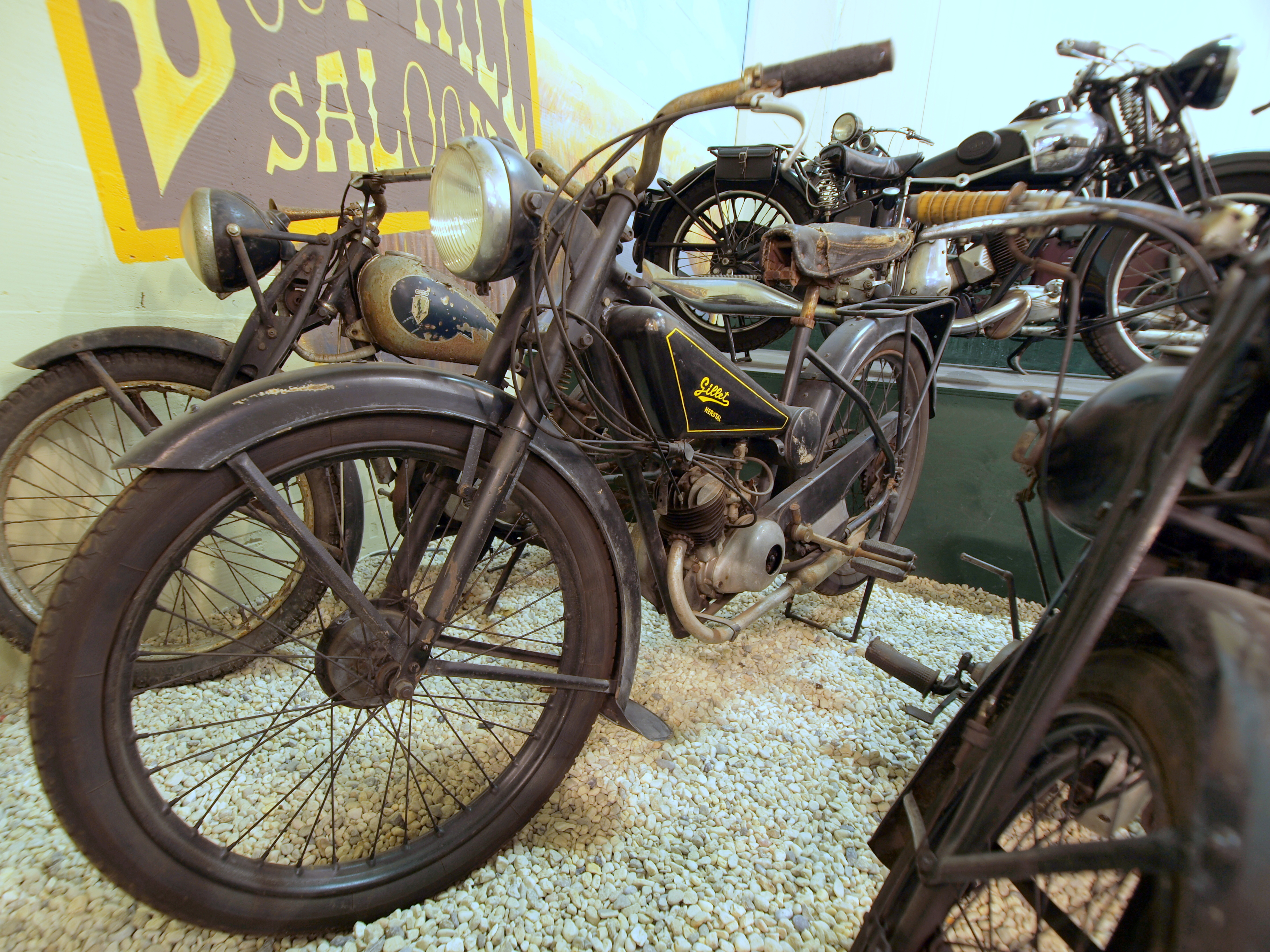
Moto Gillet Herstal dans le Den Hartogh Ford Museum.
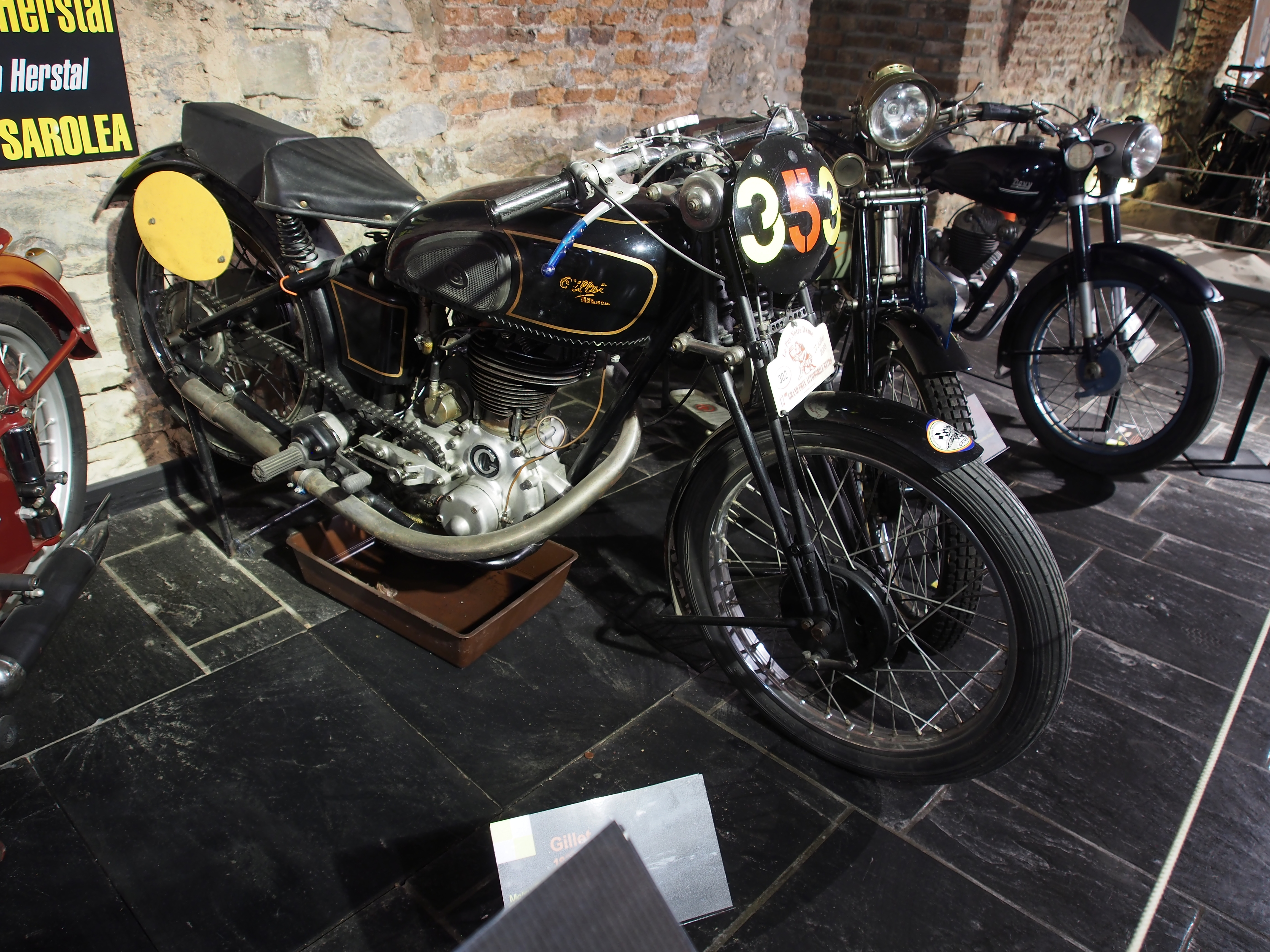
Moto Gillet Herstal dans le Spa-Francorchamps Racing Museum.
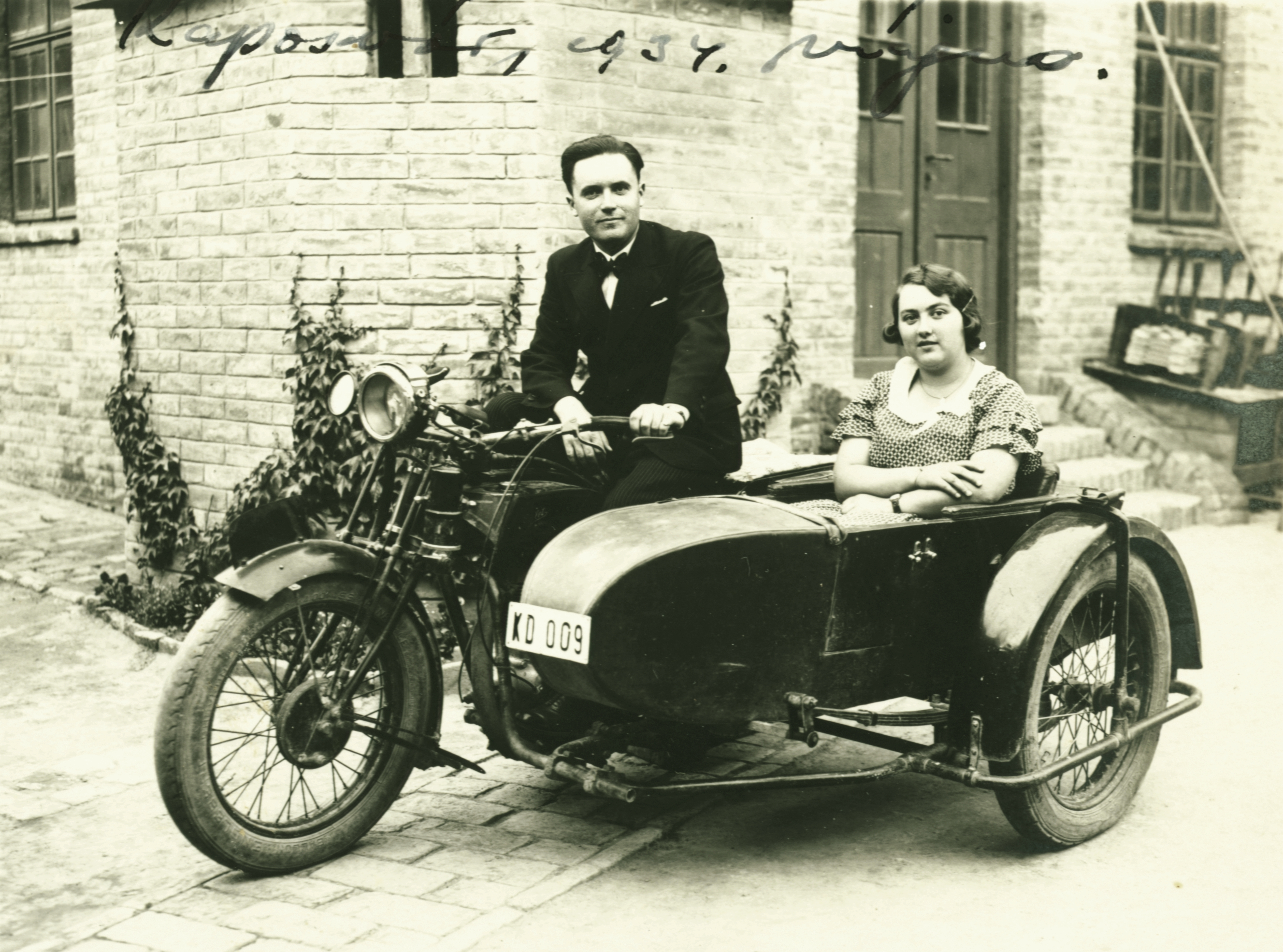
Moto Gillet Herstal avec un side-car.
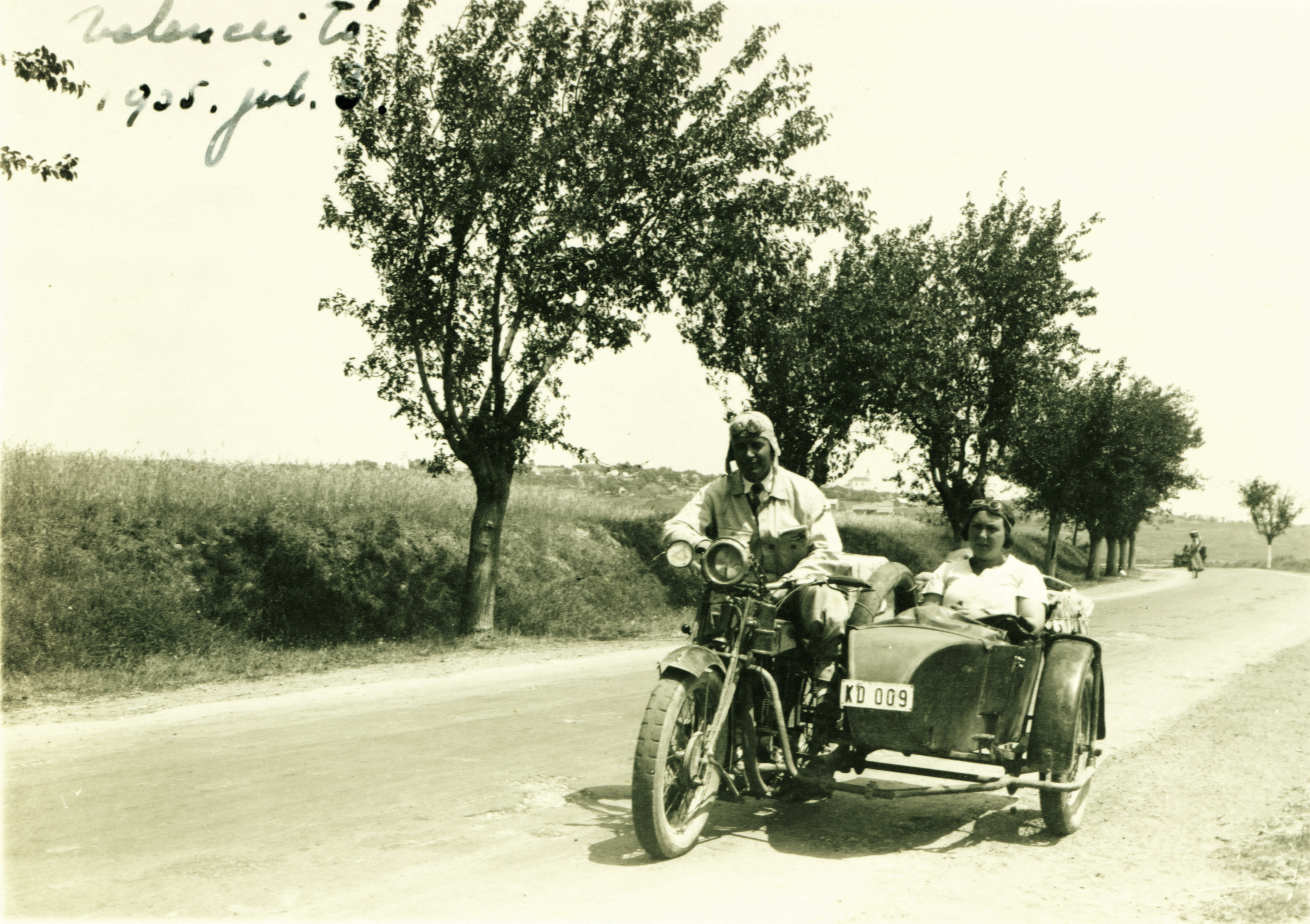
Moto Gillet Herstal avec un side-car.